# Harringworth
Harringworth is een civil parish in het bestuurlijke gebied East Northamptonshire, in het Engelse graafschap Northamptonshire met 241 inwoners.